# Carl Wilhelm Wirtz
Carl Wilhelm Wirtz (Krefeld, 24 de agosto de 1876 - Hamburgo, 18 de febrero de 1939) fue un astrónomo que trabajó en observatorios en Alemania y en el Observatorio de Estrasburgo. Observó sistemáticamente el corrimiento hacia el rojo de las nebulosas, que en su época era difícil de interpretar en términos de la cosmología de la época, según la cual el universo contendría estrellas y nebulosas de forma uniforme.
Utilizó el término en alemán equivalente a corrección-K. El término continúa siendo utilizado en la cosmología actual, aunque la evidencia observacional de la expansión del universo de Wirtz es poco mencionada en la literatura.
No está claro si Wirtz se dio cuenta de las implicaciones cosmológicas del resultado de sus observaciones.
El asteroide (26074) Carlwirtz fue nombrado en su honor.